# Brandmeldeanlage

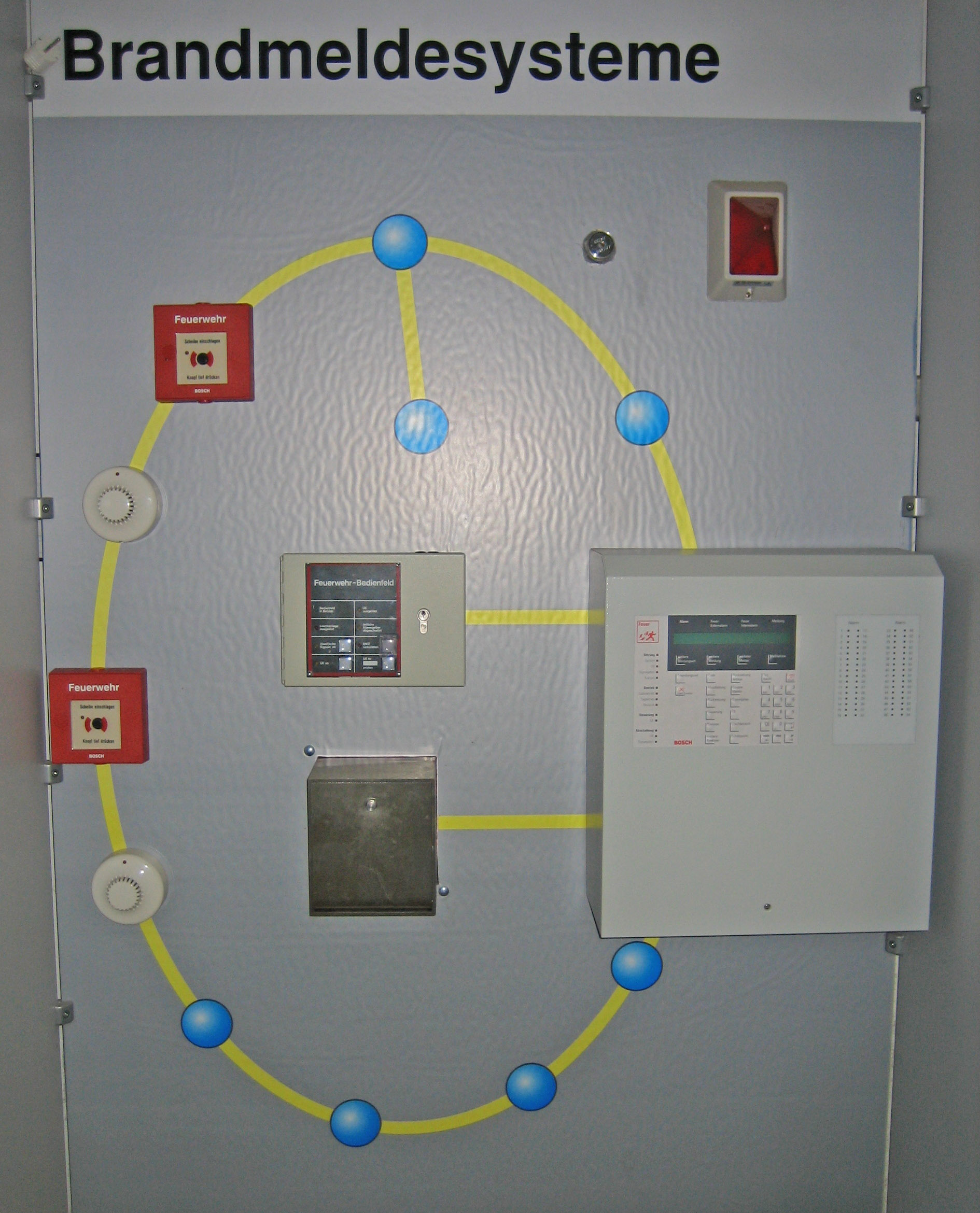
Schematische Darstellung einer BMA

Eine Brandmeldeanlage (BMA) ist eine Gefahrenmeldeanlage aus dem Bereich des vorbeugenden Brandschutzes, die eine Brandmelderzentrale enthält, um Ereignisse von verschiedenen Brandmeldern zu empfangen, auszuwerten und Reaktionen einzuleiten, z. B.:
- Weiterleitung von Brand- und Störungsmeldungen an eine ständig besetzte Leitstelle zur Alarmierung der örtlichen Feuerwehr oder des zuständigen Wachdienstes;
- Interne Alarmierung, um vor der Weiterleitung zur Feuerwehr kontrollieren zu können, ob ein Täusch- oder Fehlalarm vorliegt;
- Alarmierung zur Räumung eines Objektes;
- Öffnen von Rauchableitungseinrichtungen;
- Ansteuerung von Aufzügen;
- Schließen von Feuerschutzabschlüssen;
- Auslösung einer Objektlöschanlage, z. B. CO2-Löschanlage.

Zum Detektieren von (Brand-)Ereignissen werden Brandmelder unterschiedlicher Kenngrößen (z. B. Rauch, Temperatur, Flammen etc.) verwendet. Auch das Auslösen einer Feuerlöschanlage kann als Signal zum Detektieren eines Brandes ausgewertet werden (Platzen eines Sprinklerfässchens).
Brandmeldeanlagen werden insbesondere in gefährdeten Gebäuden, wie Flughäfen, Bahnhöfen, Universitäten, Schulen, Firmengebäuden, Fabrikhallen, Altenwohnheimen oder Krankenhäusern installiert. Die Pflicht zu einem Einbau einer auf die Feuerwehr aufgeschalteten Brandmeldeanlage ist im Bauordnungsrecht im Rahmen von Sonderbauvorschriften geregelt. Gegebenenfalls kann die Bauaufsicht den Einbau einer Brandmeldeanlage mit der Baugenehmigung fordern. Durch den Betrieb einer Brandmeldeanlage kann häufig eine Reduktion der Versicherungsprämie der Gebäudeversicherung erreicht werden.
In Deutschland werden für die Planung bauordnungsrechtlich erforderlicher Brandmeldeanlagen in der Regel die Anforderungen der DIN 14675 herangezogen. Von der Gebäudeversicherung akzeptierte Anlagen müssen den Anforderung der VdS 2095 entsprechen. Für die Ausführung und die Bauteile werden in der DIN VDE 0833-2 Vorgaben getroffen. Die Bauteile selbst sind in der Normenreihe DIN EN 54 (Teile 1 bis 31) definiert.

## Schutzziele von Brandmeldeanlagen und Rauchwarnmeldern im Vergleich
In vielen Ländern müssen zukünftig auch Wohnungen mit sogenannten Rauchwarnmeldern ausgestattet werden. In den meisten deutschen Bundesländern sind sie bereits Pflicht. Siehe Rauchwarnmelderpflicht
Rauchwarnmelder (nach DIN 14676) sind eigenständige Melder, die eine detektierende und eine alarmierende Baugruppe beinhalten. Sie können untereinander vernetzt werden, um einen Alarm zugleich in anderen Teilen der Nutzungseinheit oder des Gebäudes auszulösen.
Rauchwarnmelder machen die anwesenden Personen auf Feuer, Rauch und Brandgase aufmerksam, insbesondere auch während des Schlafs. Das abgegebene Warnsignal beschränkt sich dabei in der Regel auf die jeweilige Wohnung. Die betroffenen Bewohner leiten die Selbstrettung ein und rufen gegebenenfalls die Feuerwehr.
Der Vorteil einer Brandmeldeanlage besteht demgegenüber darin, dass ein Brand unabhängig von der Anwesenheit von Personen frühzeitig erkannt wird und Maßnahmen automatisiert eingeleitet werden können. Das Signal der Brandmeldeanlage sollte sämtliche Personen erreichen, die sich im oder unmittelbar am Gebäude befinden, so dass das gesamte Gebäude schnell und sicher geräumt werden oder ein Brand möglicherweise schon in der Entstehungsphase gelöscht werden kann. In Gästeunterkünften, Altenheimen und anderen Gebäuden, in denen Personen schlafen, die entweder mit dem Gebäude nicht vertraut oder in der Mobilität eingeschränkt sind, kann eine Brandmeldung in Verbindung mit einer weitreichenden Alarmierung ein entscheidendes Kriterium für den Erfolg einer Evakuierung sein.
Grundsätzlich muss die Möglichkeit von Falschalarmen berücksichtigt werden, die u. a. durch Falschauswertungen der automatischen Brandmelder oder durch böswillige Betätigung der Handfeuermelder (früher Druckknopfmelder) ausgelöst werden können. Durch objektgerechte Fachplanung und intelligente Verschaltung kann das Risiko von Falschalarmen stark reduziert werden (z. B. Betriebsart TM).

## Technik

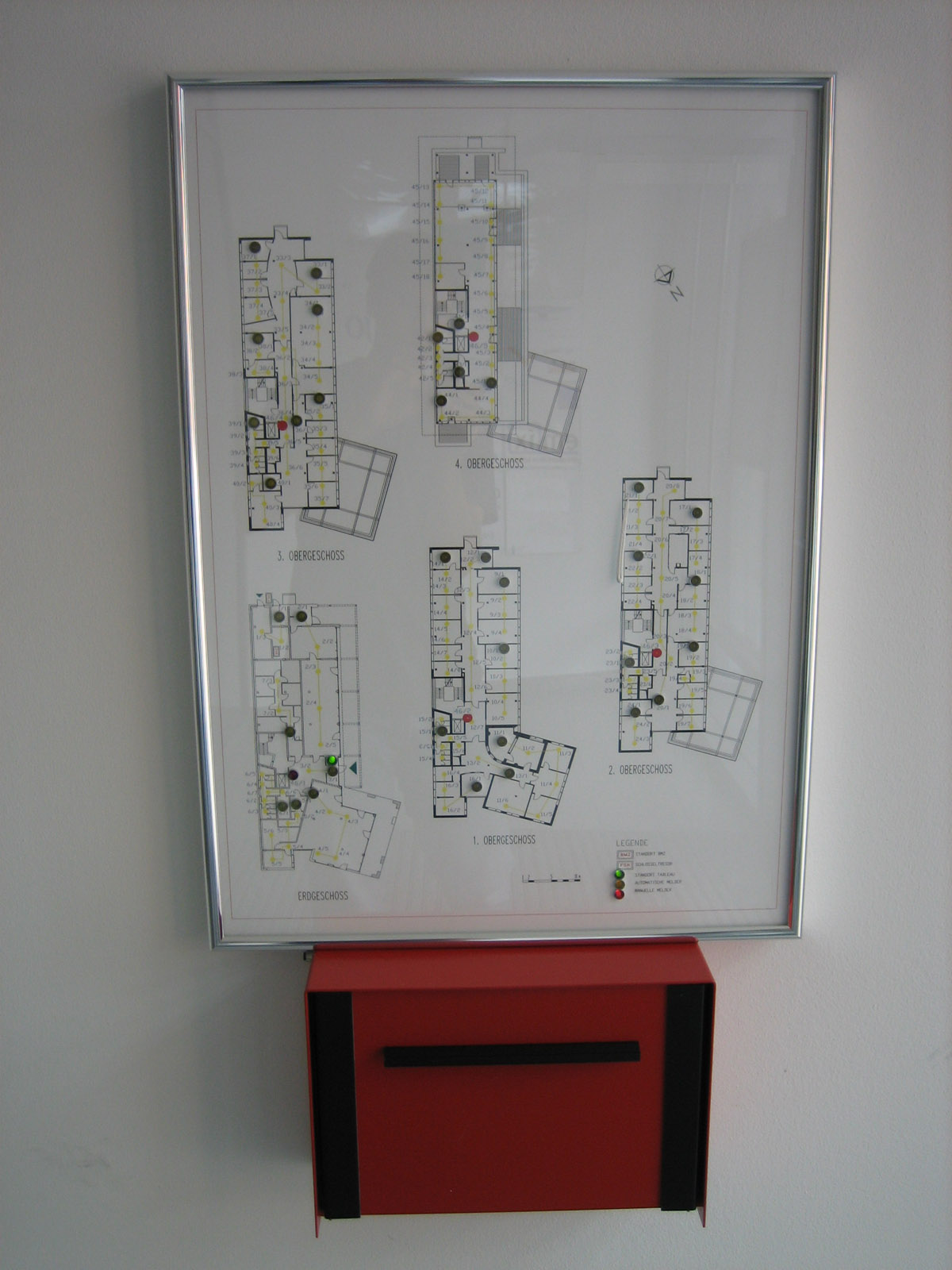
Ein Brandmeldetableau mit den in Deutschland üblichen Feuerwehrlaufkarten

In der Regel sind mehrere Brandmelder zu Gruppen oder Schleifen zusammengefasst. Wird ein Alarm ausgelöst, so zeigt die Brandmeldeanlage die Nummer und manchmal auch den Standort des anschlagenden Brandmelders an.
Bei heutigen Anlagen werden die Teilnehmer per Datenbus ringförmig zusammengeschaltet, so dass die Anlage auch bei einer Unterbrechung der Leitung weiterhin funktionsfähig bleibt. Im Gegensatz zur mittlerweile technisch veralteten Grenzwertlinientechnik ist hier außerdem eine Einzelmeldererkennung möglich. Das heißt an der Brandmeldezentrale bzw. am Feuerwehr-Anzeigetableau (FAT) wird die genaue Gruppen- und Meldernummer angezeigt, was ein zügiges Auffinden des Melders mittels Feuerwehrlaufkarte ermöglicht.
Für spezielle Einsatzorte wie Labore und Technikräume werden auch Rauchansaugsysteme (RAS) eingesetzt, welche die Raumluft über ein Rohrsystem zu einer zentralen Detektoreinheit leiten.
Wenn Heißarbeiten wie Schweißarbeiten durchgeführt werden sollen, muss im Allgemeinen die betroffene Schleife abgeschaltet werden, um einen Täuschungsalarm durch Wärme oder Rauch zu vermeiden. Der Rest des Objekts wird währenddessen weiterhin überwacht. In neueren Systemen ist auch die Abschaltung einzelner Melder möglich. Falschalarme (landläufig: Fehlalarme) entstehen häufig, wenn Heißarbeiten nicht wie vorgesehen in der Steuerung der Brandmelderzentrale berücksichtigt werden. Auch beim Platzen eines Sprinklerrohrs kann es durch den Druckabfall in der Sprinkleranlage zu einem Falschalarm kommen.

## Brandmelderzentrale (BMZ)

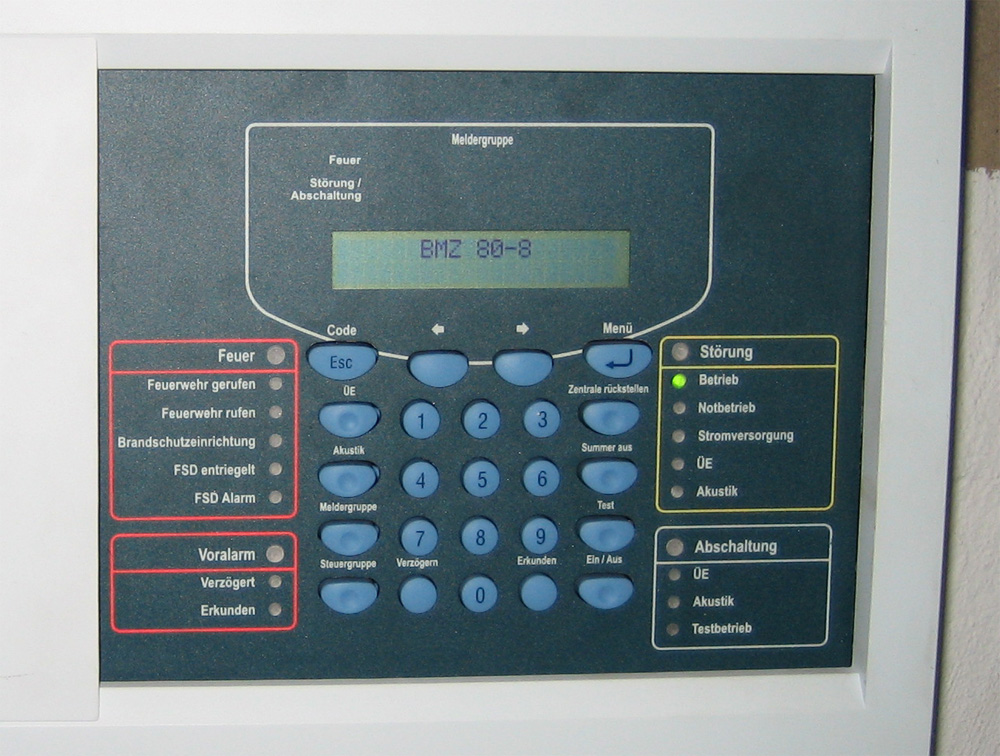
Die Steuerungseinheit einer BMZ

In der Brandmelderzentrale (BMZ) laufen die Meldungen der installierten Brandmelder auf und lösen programmierte Aktionen aus, wie etwa das Absetzen eines Notrufes oder das Ansteuern von Löscheinrichtungen oder einer Durchsageeinheit. In größeren Gebäuden wird der Ablauf beim Auslösen eines Alarms in einem Alarmplan bzw. Maßnahmenplan festgehalten.
Die BMZ vereint oft eine Steuereinheit und das so genannte Feuerwehr-Bedienfeld. Bei Trennung der beiden Baugruppen befinden sich das Bedienfeld und weitere Informationen in einer leicht zugänglichen Feuerwehr-Informationszentrale, meist im Erdgeschoß oder an der Fassade des Gebäudes.
Nach Auslösung der BMA kann sich die eintreffende Feuerwehr den Zugang zum Objekt über das Feuerwehrschlüsseldepot verschaffen. Im Objekt kann ein ausgelöster Melder über das Feuerwehr-Anzeigetableau (FAT) lokalisiert werden. Die Bedienung der wichtigsten Funktionen erfolgt über das Feuerwehr-Bedienfeld. Optional kann der Melder auch über ein Brandmeldetableau festgestellt werden, welches den Grundriss des Gebäudes mit Kennzeichnung der einzelnen Melder durch LEDs darstellt. Der Laufkartenkasten enthält die Feuerwehrlaufkarten, die für jede Meldergruppe den schnellsten Zugang aufzeigen.
Abhängig von Ort, Größe und Lage des Gebäudes kann die Feuerwehr bei Errichtung der BMA einen Laufkartendrucker fordern, der im Bedarfsfall die benötigten Laufkarten vor Ort ausdruckt.

## Aufschaltgrundlagen
Die selbsttätige Übertragung eines lokalen Alarms an die Feuerwehr wird als Aufschaltung bezeichnet.

### Übertragungsmöglichkeiten
Die Alarmweiterleitung an die Feuerwehr, Einsatzzentrale oder privaten Wachdienst erfolgt heute meist über eine bedarfsgesteuerte IP-Verbindung. Bei Ausfall dieser Verbindung ist entsprechend der Norm redundant eine alternative Möglichkeit zu nutzen. Heutzutage wird dazu regulär auf den GSM-Mobilfunk zurückgegriffen.
Neben klassischen IP-Verbindungen kommen zunehmend standardisierte Protokolle zur Anwendung, die speziell für die Anbindung an Einsatzleitstellen oder virtuelle Empfangseinrichtungen entwickelt wurden. In Deutschland und Europa werden vor allem folgende Verfahren genutzt:
- VdS 2465 (SIA-IP): Ein von der VdS Schadenverhütung anerkannter Standard für die gesicherte Alarmübertragung per Internet. Er wird insbesondere von stationären Notruf- und Serviceleitstellen verwendet.[4]
- DC-09: Ein europäischer Übertragungsstandard für die Kommunikation zwischen Gefahrenmeldesystemen (z. B. Einbruch- oder Brandmeldeanlagen) und Leitstellen. Er ermöglicht herstellerübergreifende Anbindungen und wird auch von cloudbasierten Plattformen verwendet.[5]

Darüber hinaus ermöglichen moderne Plattformen, wie z. B. virtuelle Empfangszentralen, eine herstellerunabhängige und flexible Integration über APIs oder standardisierte Protokolle, wodurch auch mobile Systeme oder IoT-Sensoren eingebunden werden können.
Über ISDN kommunizierende Geräte werden in Deutschland sukzessive ausgetauscht, da die ISDN-Versorgung ab 2018 eingestellt wurde.

### Aufschaltbedingungen für Brandmeldeanlagen
Die Technischen Aufschaltbedingungen für Brandmeldeanlagen (TAB; manchmal auch Anschaltbedingung) werden in Deutschland von den einzelnen Landkreisen in Zusammenarbeit mit der örtlichen Feuerwehr veröffentlicht.
Die seit November 2003 gültige DIN 14675 legt fest, dass Planung, Projektierung, Montage und Inbetriebnahme sowie Wartungsarbeiten nur von Firmen bzw. Ingenieurbüros durchgeführt werden, die gemäß der DIN 14675 zertifiziert sind. Diese Forderung ist in die meisten neu geschriebenen TABs übernommen worden.
Die Übertragungseinrichtung muss bei dem Konzessionär der Region beantragt werden. Der Betreiber des Objektes schließt dazu einen Mietvertrag über eine bestimmte Laufzeit (meist 10 Jahre) mit dem Konzessionär ab.
Die Abnahme der Brandmeldeanlage erfolgt nur bei Einhaltung der jeweiligen TAB.
In der Regel sind die Richtlinien des VdS zu erfüllen und wichtige Komponenten der Brandmeldeanlage müssen das Prüfzeichen des VdS tragen.
Unter anderem wird meist gefordert, sämtliche Räume (z. B. Aufenthaltsräume, Flure, Treppenhäuser, Dachböden und Kellerräume) außer Toiletten und Waschräumen mit einer bestimmten Anzahl automatischer Brandmelder auszustatten. Im Erdgeschoss sind in Treppenhäusern zusätzlich manuelle Handmelder vorzusehen. Zur Verkabelung werden rote Brandmeldekabel verwendet, ähnlich den üblichen Telefon-Installationskabeln J-Y(ST)Y, jedoch mit Aderdurchmessern von 0,8 mm statt 0,6 mm.
In Österreich muss die Brandmeldeanlage selbst der technischen Richtlinie vorbeugender Brandschutz TRVB-123 S in der aktuellen Fassung entsprechen. Die Vorschriften, eine Brandmeldeanlage bei der Feuerwehr anschalten zu dürfen, sind in der TRVB 114 S enthalten. Neben den technischen Voraussetzungen sind auch organisatorische Maßnahmen notwendig. So ist eine Brandschutzanlage mit einem Feuerwehrschlüsseldepot verbunden und es muss ein Brandschutzplan aufliegen. Eine Datenübertragung muss immer über zwei redundante Systeme möglich sein.
Fehlalarmierungen werden unterteilt in böswillig verursachte Alarme, Fehlalarme und Täuschungsalarme.

## Kategorien für den Schutzumfang der Überwachung
Brandmeldeanlagen werden nach DIN 14675-1 in vier Kategorien unterteilt, nach denen der Überwachungsumfang ausgelegt bzw. geplant werden kann.
- Kategorie 1: Vollschutz (gesamtes Gebäude)
- Kategorie 2: Teilschutz (ein oder mehrere Brandabschnitte)
- Kategorie 3: Schutz von Flucht- und Rettungswegen
- Kategorie 4: Einrichtungsschutz (z. B. für Sachwerte)

## Hersteller (Auswahl)
- ABB
- Bosch Sicherheitssysteme
- Detectomat
- Fagus-GreCon
- GE Security
- Hekatron
- Esser (by Honeywell) – Honeywell hat 2005 den britischen Konzern Novar übernommen, zu dem die deutsche Marke Esser gehört.
- Minimax
- Notifier (by Honeywell)
- Schrack Seconet
- Siemens Building Technologies
- Tyco International mit der Marke Zettler